# Tigrigobius zebrella
Tigrigobius zebrella é uma espécie de peixe da família Gobiidae e da ordem Perciformes.